# Cyperus micropelophilus
Cyperus micropelophilus är en halvgräsart som beskrevs av Kaare Arnstein Lye. Cyperus micropelophilus ingår i släktet papyrusar, och familjen halvgräs. IUCN kategoriserar arten globalt som sårbar. Inga underarter finns listade i Catalogue of Life.